# Сокіл-карлик філіппінський
Сокіл-карлик філіппінський (Microhierax erythrogenys) — вид хижих птахів родини соколових (Falconidae).

## Поширення
Вид є ендеміком Філіппін. Його присутність задокументовано на островах Лусон, Катандуанес, Міндоро, Панай, Негрос, Себу, Бохоль, Самар, Лейте, Калікоан і Мінданао. Його природне середовище проживання — сухі первинні та вторинні ліси тропічних або субтропічних низовин.

## Опис
Дрібний хижий птах, завдовжки 15-18 см і розмахом крил 32-37 см. Вага тіла 37-52 г. Верхня частина, крила та стегна яскраво-синьо-чорні, нижня частина біла, а дзьоб і ноги чорні.

## Спосіб життя
Харчується переважно комахами, переважно бабками, іноді також дрібними ящірками. Трапляється поодинці або парами, сідає на виступаючі гілки старих мертвих дерев, з яких злітає, щоб ловити літаючих комах. Гніздиться в старих дятлових норах.

## Підвиди
Відомі два підвиди:
- Microhierax erythrogenys erythrogenys — Лусон, Міндоро, Негрос і Бохоль
- Microhierax erythrogenys meridionalis — Самар, Лейте, Себу і Мінданао